# Ålloluokta
Ålloluokta är en ort i Jokkmokks kommun, Norrbottens län.
Ortsnamnet betyder på lulesamiska Käkviken. Orten är belägen på den södra sidan om Stora Lulevatten, 27 kilometer från Porjus. Ålloluokta har haft befolkning sedan 1700-talet och fick vägförbindelse 1967. Ortsborna fick elektricitet 1957. I december 2020 fanns det enligt Ratsit fyra personer över 16 år registrerade med orten som adress.
Ett kapell som funnits på orten sedan 1600-talet förstördes i en brand och kung Gustav VI Adolf fick tillstånd att kalla det nya kapellet Gustav Adolfs kapellet efter sig under sin eriksgata 1952. Vid tillfället skänktes även en bibel av kungen till församlingen. Det nya kapellet invigdes den 23 augusti 1953 av biskopen Bengt Jonzon.